# Torrelobatón
Torrelobatón est une commune de la province de Valladolid dans la communauté autonome de Castille-et-León en Espagne.

## Histoire

### Âge du fer et époque romaine
L'histoire de Torrelobatón débute probablement à l'âge du fer, avec la fondation d'une colonie dans une zone nommée El Pago de Grimata. Plusieurs historiens affirment que des siècles plus tard, sur le territoire de Torrelobatón fut fondée une ville romaine nommée Amallóbriga.

### Guerre des Communautés de Castille
Après la défaite des comuneros à la bataille de Tordesillas, Juan de Padilla souhaitait obtenir un triomphe rapide pour remonter le moral des troupes et du mouvement comunero tout entier. C'est alors que fut prise la décision de prendre Torrelobatón et son château. Le 21 février 1521 commence l’assaut et quatre jours plus tard les comuneros parviennent à entrer dans la ville et se livrent à un pillage auquel seules les églises échapperont. Le château continua de résister mais face à la menace de pendre tous les habitants s'il ne se rendait pas, ses occupants se virent obligés à capituler, après avoir négocié la conservation de la moitié des biens que contenait le château.
Torrelobatón fut le dernier lieu par lequel passèrent les comuneros avant leur départ pour Toro, le matin du 23 avril 1521, mais l'armée impériale les rejoignit au niveau de Villalar, donnant lieu à la bataille du même nom, qui se termina par la victoire de Charles Quint.

## Sites et patrimoine
Les édifices notables de la commune sont :

### Patrimoine militaire
- Château de los Comuneros (es).
- Murailles (es).

Château de Torrelobatón
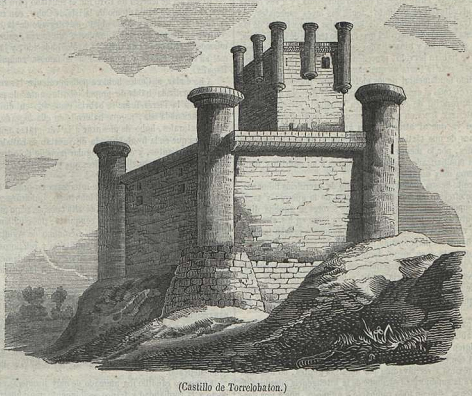
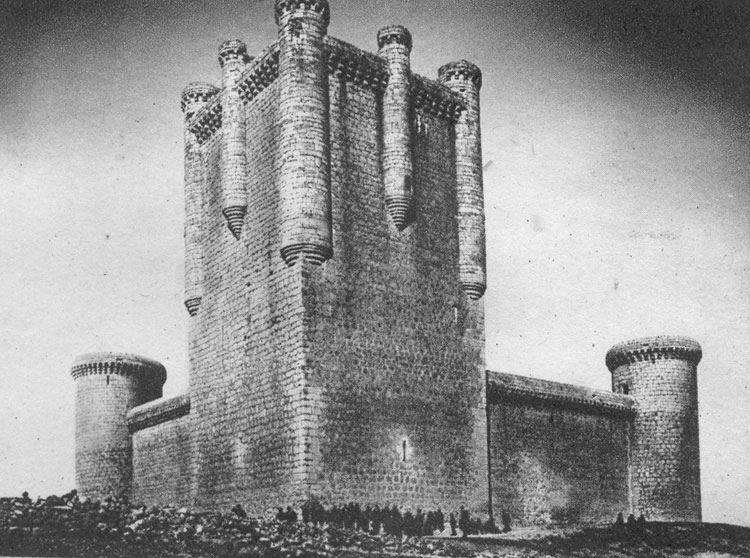
Fondation Joaquín Díaz.
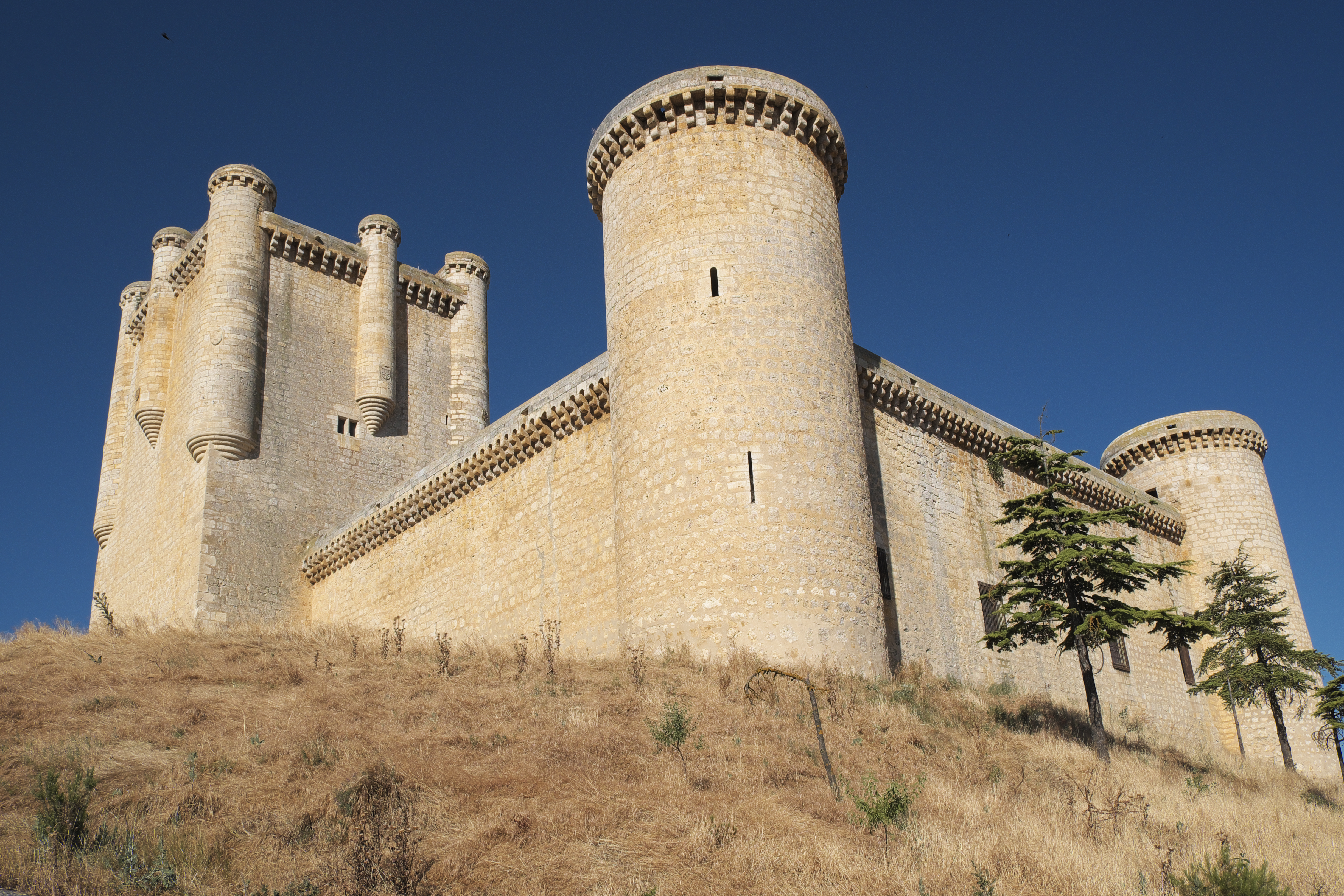
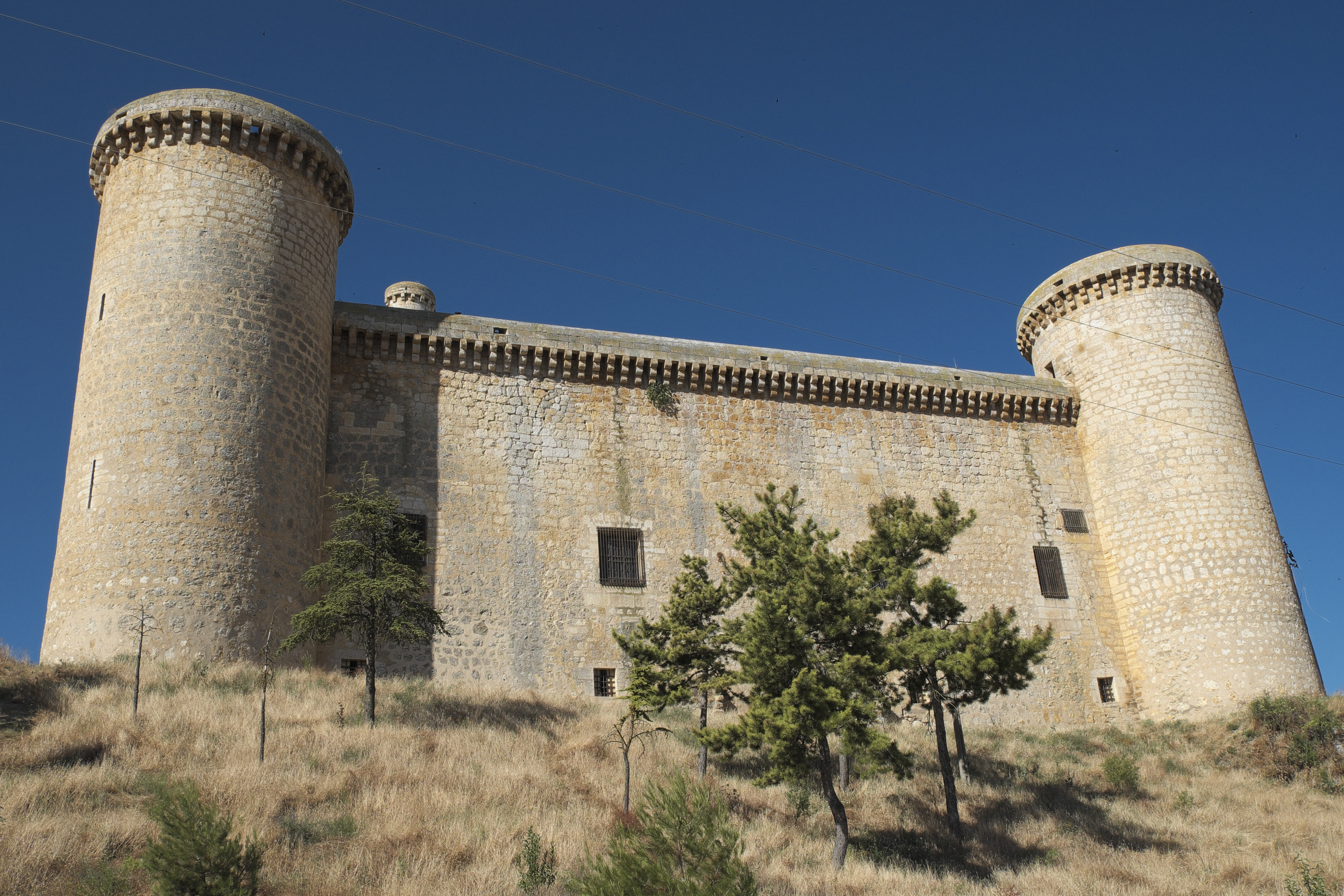

### Patrimoine religieux
- Église Sainte-Marie (es) (iglesia de Santa María).
- Église Saint-Pierre (iglesia de San Pedro).
- Chapelle del Cristo de las Angustias.

### Patrimoine civil
- Centre d'interprétation du Mouvement Comunero
- El caño viejo
- El caño nuevo

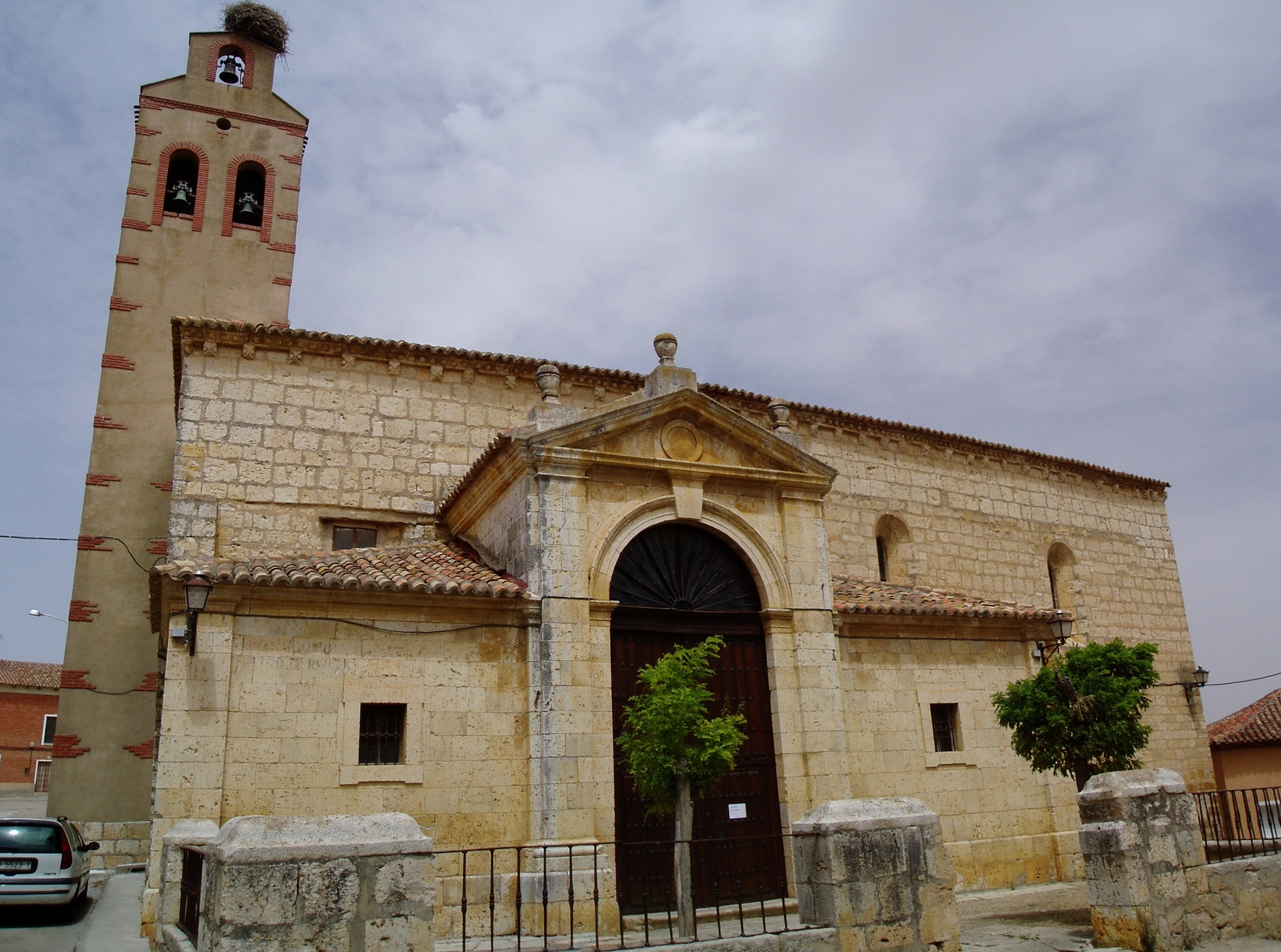
Église Sainte-Marie.
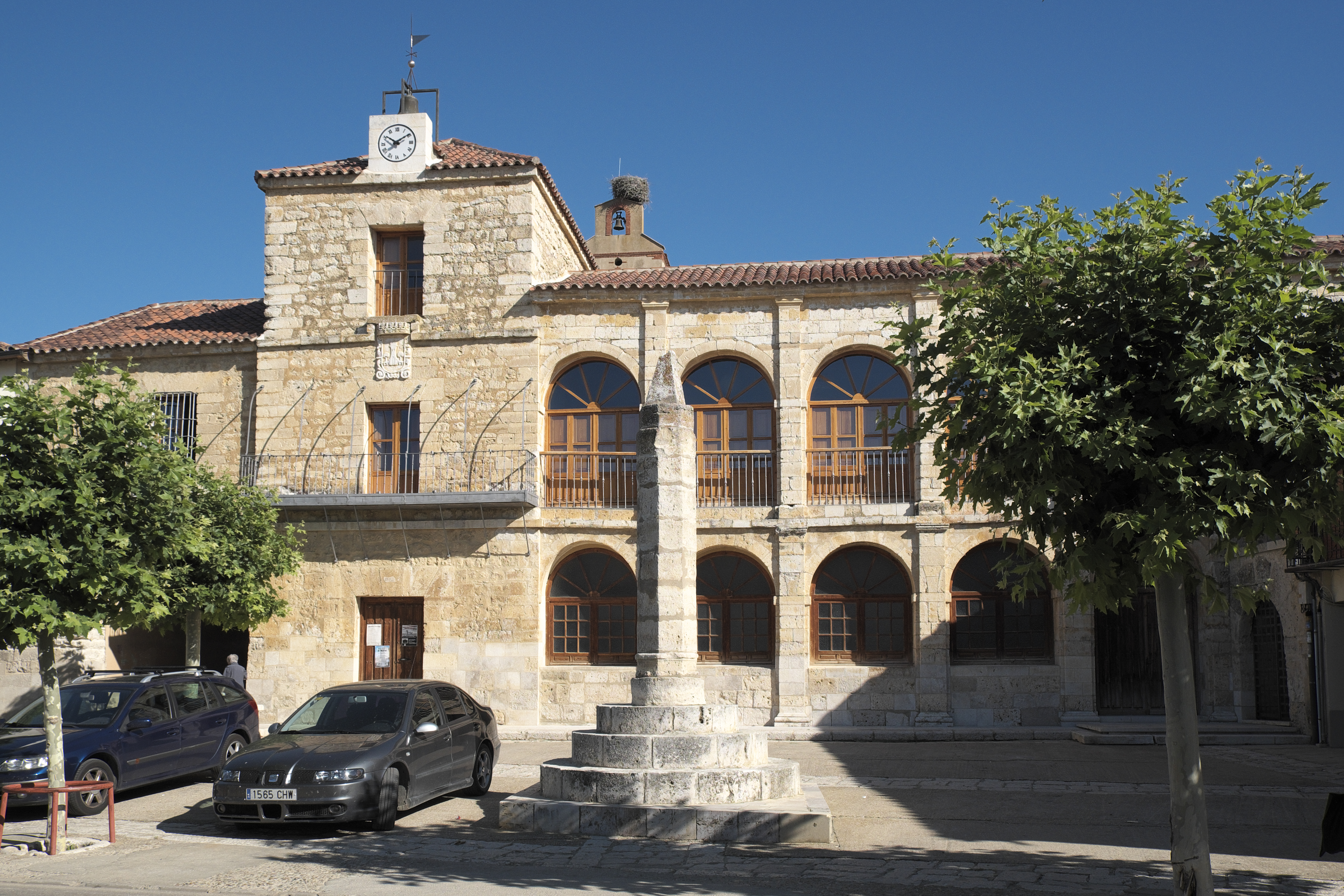
Hôtel de ville.
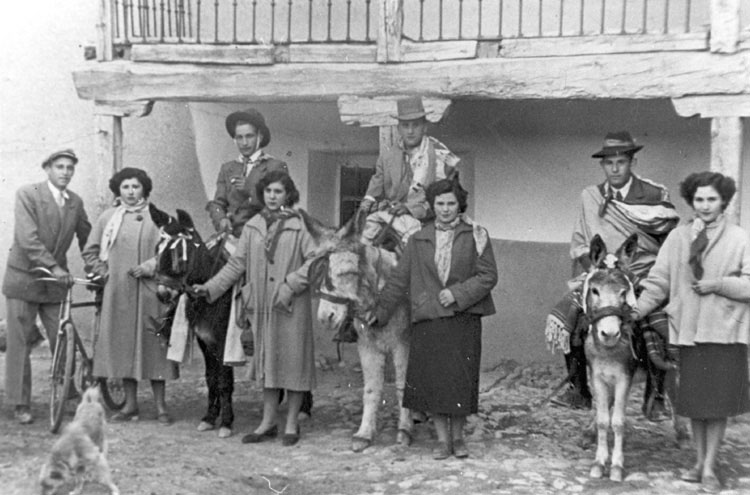
Quintos. Fondation Joaquín Díaz.

## Cinéma
La ville est choisie pour son imposant château du XVIe siècle pour servir de décor à l'une des batailles du film Le Cid.